# Kerlingaháls
Kerlingaháls är en kulle i republiken Island. Den ligger i regionen Västfjordarna, 190 km nordväst om huvudstaden Reykjavík. Toppen på Kerlingaháls är 322 meter över havet, eller 176 meter över den omgivande terrängen. Bredden vid basen är 2,5 km.
Närmaste större samhälle är Patreksfjörður, omkring 13 kilometer nordost om Kerlingaháls.